# Busiswa
Busiswa Gqulu née le 8 novembre 1988, connue sous le mononyme Busiswa ou Busi, est une chanteuse, auteure-compositrice et poétesse sud-africaine. Née à Mthatha, dans la province du Cap-Oriental, en Afrique du Sud, elle a acquis une reconnaissance publique pour sa collaboration avec DJ Zinhle sur la chanson "My Name Is", après avoir été découverte par le PDG de Kalawa Jazmee, Oskido,.
Après une collaboration réussie avec DJ Zinhle, elle a sorti des singles à succès tels que "Ngoku", "Lahla", et a été présente sur le hit de Bhizer, "Gobisiqolo". Le 8 décembre 2017, elle a sorti son premier album, Highly Flavoured, précédé par le single "Bazoyenza". Tout au long de sa carrière, Gqulu a reçu de nombreuses distinctions. En 2014, elle a été nommée dans la liste des 200 jeunes Sud-Africains du Mail & Guardian,.

## Jeunesse
Busiswa Gqulu est née le 8 novembre 1988 à Mthatha, dans le Cap-Oriental. Quand elle était jeune, sa famille a déménagé à Durban en raison du travail de ses parents. À l'âge de 15 ans, Gqulu a développé une passion pour l'écriture de poèmes. "Je fais de la poésie depuis 2004, quand j'étais en 11ème année", se souvient-elle. Elle a présenté son premier poème aux funérailles de sa grand-mère. En 2005, elle a rejoint le collectif Young Basadzi Women of Poetry. Depuis, elle a présenté sa poésie lors d'événements d'entreprise, de sessions de poésie, de spectacles de talents et de festivals. Elle a également animé ses propres événements mensuels de poésie appelés "1st Word Sessions" au Bat Centre de Durban,,,,.
Après le lycée, Gqulu a performé ses poèmes tout en essayant de trouver un emploi stable. Elle a ensuite été embauchée dans un centre artistique pour enseigner les arts aux enfants d'école. Les parents de Gqulu ont soutenu son choix de carrière car ils n'avaient pas d'argent pour l'envoyer à l'université,,.

## Éducation
Busiswa a obtenu son diplôme de fin d'études secondaires en 2005 à Mowat Park High School à Durban. Après le bac, elle a intégré l'Université de KwaZulu-Natal où elle a suivi des études de droit et de commerce. Cependant, elle n'a pas pu terminer ses études en raison de difficultés financières et a choisi de poursuivre une carrière dans les arts,.

### Carrière

#### Débuts (2011-2012)
Tout en se produisant lors de lectures de poésie, elle a rencontré un ami qui l'a présentée à Sir Bubzin. Ce dernier l'a invitée à collaborer sur la production de la chanson "Syaphambana". Il a alors proposé de l'inclure en tant que poétesse interprétant ses poèmes sur la piste. Gqulu et Sir Bubzin ont ensuite été signés par Kalawa Records après que le PDG, Oskido, ait entendu la chanson. Elle a été incluse sur la première compilation de danse de Kalawa Jazmee en 2011. Plus tard dans l'année, Gqulu a été appelée par Oskido pour enregistrer "My Name Is Busiswa" produit par DJ Zintle,,.
La collaboration a abouti à un crédit de co-écriture pour Gqulu. Après avoir enregistré la chanson en 2011, elle a déménagé à Johannesburg et signé avec Kalawa Jazmee Records. La chanson a été un hit et a reçu une large diffusion sur les stations de radio sud-africaines depuis sa sortie. Gqulu a eu des concerts dans plusieurs pays, dont le Zimbabwe, l'Angola et la Namibie. La chanson a été nommée aux Channel O Africa Music Video Awards pour la vidéo de danse la plus douée et la vidéo de l'année. Elle a également été nommée aux South African Music Awards pour l'enregistrement de l'année,,.

#### Ngoku et Clash of Choirs (2013-2016)
"Ngoku" est sorti le 11 mars 2013 en single hors album sur iTunes. La chanson était accompagnée d'un clip vidéo sur YouTube. "Ngoku" est devenu un hit dance avec son refrain accrocheur. La piste a reçu de nombreuses diffusions et a connu un succès commercial. Gqulu a promu le single en le jouant sur l'émission musicale Club808 d'e.tv, avec Oskido. Aux Channel O Africa Music Video Awards 2014, la chanson a remporté la catégorie de la danse la plus douée et elle a interprété la chanson plus tard lors de la cérémonie des récompenses.
En novembre 2013, Gqulu a sorti un single, "Lahla", avec Dj Bucks et Uhuru. Le clip de la chanson a accumulé plus d'un million de vues sur YouTube. Gqulu, ainsi que Dj Bucks, ont interprété la chanson en direct dans l'émission musicale Live Amp sur SABC1. Elle a également interprété la chanson aux Metro FM Awards 2015.
En septembre 2016, Gqulu a rejoint la quatrième saison de Clash of the Choirs, en tant que cheffe de chœur aux côtés de Kelly Khumalo, Anele Mdoda, JR, Bucie, Sifiso Ncwane et IFANI. Elle était cheffe de chœur pour le KwaZulu-Natal. Son équipe a été éliminée après une bataille avec l'équipe du Western Cape dirigée par IFANI,,,,,,.

#### Highly Flavoured et Summer Life (2017-2019)
En août 2017, Gqulu a annoncé que son premier album s'intitulerait Highly Flavoured. Tout au long de l'année 2017, Gqulu a été présente sur plusieurs singles dont "Isichathulo" de Tipcee et "Vuvushka" et "Midnight Starring" de Dj Maphorisa. "Bazoyenza" a été sorti comme le single principal de l'album. Gqulu a sorti son premier album Highly Flavoured, qui comprend DJ Maphorisa, Busi N, DJ Athie, Da Fre, DJ Toxic, Nokwazi, Moozlie, Lando et Yasirah. L'album a été nommé aux South African Music Awards pour le meilleur album Kwaito et pour la meilleure artiste féminine.
Gqulu a officiellement annoncé la sortie de son deuxième album studio, Summer Life, sur son compte Instagram ; l'album est sorti le 12 novembre 2018, indépendamment, sous la nouvelle compagnie Busiswa Entertainment. Le 31 août, Prince Kaybee a sorti "Banomoya" avec Busiswa et TNS.
En 2019, Ngqulu a reçu deux nominations aux 25e South African Music Awards, dans la catégorie du meilleur album dance pour son album acclamé Summer Life et dans la catégorie de la meilleure artiste féminine. Également en 2019, Busiswa a été présente sur l'album The Lion King: The Gift de Beyoncé, sur la piste "My Power",,,,,.

#### Crossover AmaPiano et My Side Of The Story (2020-Présent)
En 2020, elle a collaboré avec le musicien sud-africain de l'Amapiano, Gaba Cannal, sur le single Umhlaba Wonke. La même année, elle a sorti son troisième album studio intitulé My Side Of The Story, composé de chansons AmaPiano, marquant un départ de ses sons dance et Gqom, se tournant également vers l'AmaPiano. L'album a été soutenu par deux singles, "Sbwl" avec Kamo Mphela et "Makazi" dans lequel elle a collaboré avec Mr JazziQ.
Aux MTV Africa Music Awards, elle a reçu une nomination dans la catégorie de la meilleure artiste féminine,,.

### Vie personnelle
Gqulu a passé ses premières années sous la garde et la direction de sa défunte mère et de sa grand-mère, qui ont eu une grande influence sur le développement de sa forte personnalité. Le 8 novembre 2017, elle a révélé sur son compte Instagram qu'elle était enceinte. Le 8 janvier 2018, Gqulu a donné naissance à un fils, Kgosi Lakhanya Gqulu.
En mars 2021, sa propre émission documentaire-réalité intitulée "Her Majesty: Busiswa" a été diffusée sur BET Africa,,.

### Autres activités
En plus de sa musique et de sa poésie, Busiswa travaille également pour Art for Humanity (AFH) où elle propose des ateliers pour les enfants d'école, afin de les aider à développer une appréciation pour la poésie et les arts visuels. Gqulu collabore également avec le bureau de développement de la jeunesse du district d'Umlazi du Département de l'Éducation, en encadrant les élèves sur l'expression orale, les débats et la poésie de performance,.

### Discographie
- Highly Flavoured (2017)
- Summer Life (2018)
- My Side of the Story (2020)
- Honey & Grace[43] (2025)

### En tant qu'artiste principale
Voici une liste des singles où elle est l'artiste principale, avec les positions sélectionnées dans les charts et les certifications, ainsi que l'année de sortie et le nom de l'album :
| "One Night Stand" (Busiswa, Professor)                                                         | 2012 | — |  |  |
| "Lahla" (featuring DJ Buckz, Uhuru)                                                            | 2014 | — |  |  |
| "Ingqondo"                                                                                     | 2016 | — |  |  |
| "Bazoyenza" (featuring DJ Maphorisa)                                                           | 2017 | — |  |  |
| "Majesty" (DJ Tunez, Busiswa)                                                                  | 2019 | — |  |  |
| "SBWL" (featuring Kamo Mphela)                                                                 | 2020 | — |  |  |
| "Right Thang" (Shirazee, Busiswa)                                                              | 2020 | — |  |  |
| "—" indique un enregistrement qui n'a pas été classé ou n'a pas été publié dans ce territoire. |      |   |  |  |